# 昂德洛
昂德洛（法語：Andlau，法語發音：[ɑ̃dlo] ⓘ 或 [andlau]）是法国下莱茵省的一个市镇，位于该省南部，属于塞莱斯塔-埃尔什泰因区。

## 地理
昂德洛（48°23'11"N, 7°25'4"E）面积23.69 平方千米，位于法国大東部大區下莱茵省，该省份为法国大陆部分最东部的省份，是阿尔萨斯的一部分，今与上莱茵省组成了阿尔萨斯欧洲集体，其南至上莱茵省，西南接孚日省和默尔特-摩泽尔省，西接摩泽尔省，北与德国接壤。
与昂德洛接壤的市镇（或旧市镇、城区）包括：勒奥瓦尔德、阿尔贝、巴尔、贝尔纳维莱、艾绍芬、米泰尔贝尔甘、雷克斯弗尔。
昂德洛的时区为UTC+01:00、UTC+02:00（夏令时）。

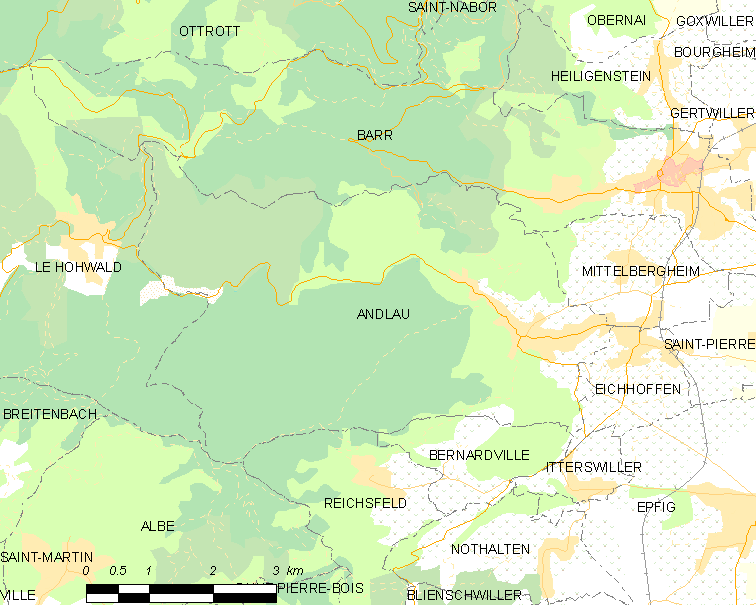
昂德洛的OSM定位图

## 行政
昂德洛的邮政编码为67140，INSEE市镇编码为67010。

## 政治
昂德洛所属的省级选区为奥贝奈县。

## 人口

1962-2008年间昂德洛人口变化图示

昂德洛于2022年1月1日时的人口数量为1759人。